# 岡田麻央
岡田　麻央（おかだ　まお、1988年11月16日 - ）は、日本の女子3x3プロバスケットボール選手。愛知県出身。群馬県大泉町を本拠地とするPERITEC INTERNACIONAL OIZUMI.EXEに所属。ポジションはガード。名古屋経済大学高蔵高等学校卒業。
高校卒業後バスケットボール女子日本リーグのトヨタ紡織サンシャインラビッツに入団。引退後3x3に転向。

## 来歴
地元小・中学校に在籍し、バスケットボールを小学生の頃から開始。特に中学時代は部活動と学外クラブチームの両チームに参加。
高校進学時に地元の有名校からオファーがあり、名古屋経済大学高蔵高等学校に入学。
高校卒業後トヨタ紡織サンシャインラビッツ に入団。当時W1リーグ最下位争いをしていたところから加入初後2位まで浮上。
入団初年の終わりにヘルニアを発症。徐々に出場時間も減る中でバスケットボール継続にも悩み始めるが、NBAのプレー動画を見ることで吹っ切れてトレーニングを継続することができた。
入団5年目にはスターターとして復帰、同年トヨタ紡織サンシャインラビッツ はW1リーグ優勝。
その後副キャプテンなどを経験し、26歳で引退。
引退後は芸能活動を開始。スポーツメーカーのモデルやタレント業を経てB.LEAGUE情報番組「マイナビ Be a booster」のリポーターとして活動を開始。
2018年夏、国内はじめての3x3女子リーグが開始したタイミングで、3x3選手としてバスケットボール復帰。
2019年秋、女子バスケットボールの知名度や地位向上を目的とした法人「株式会社サクラカゴ」を設立した。同社には、投資信託会社「さわかみ投信」が出資している。5人制と3人制両方のバスケットボール経験から競技の垣根を超えた総合的な女子バスケットボールのプロモーションを行なっている。
Youtubeチャンネル「TOKYO HOOP GiRLS」の運営や全国のバスケットボール部、バスケットボールクラブチームを対象としたクリニック活動を精力的に行なっている。

## 経歴
- 小牧市立小牧南小学校
- 小牧市立応時中学校
- 名古屋経済大学高蔵高等学校
- トヨタ紡織サンシャインラビッツ
- SANKAK.EXE
- PERITEC INTERNACIONAL OIZUMI.EXE